# Zvezna uprava za letalstvo
Zvezna uprava za letalstvo (angleško Federal Aviation Administration, kratica FAA) je največja prometna agencija vlade ZDA in ureja vse vidike civilnega letalstva v državi in nad okoliškimi mednarodnimi vodami. Njene pristojnosti vključujejo kontrolo zračnega prometa, certificiranje osebja in letal, določanje standardov za letališča in zaščito sredstev ZDA med izstrelitvijo ali ponovnim vstopom komercialnih vesoljskih vozil. Pooblastila nad sosednjimi mednarodnimi vodami so bila prenesena na FAA s pooblastilom Mednarodne organizacije civilnega letalstva.
FAA je bila ustanovljena leta 1958 kot zvezna letalska agencija in je nadomestila takratni CAA.